# Sociedade para a Conservação das Aves do Brasil
A Sociedade para a Conservação das Aves do Brasil, conhecida pelo acrónimo SAVE Brasil, é uma organização não governamental de ambiente, sem fins lucrativos, que tem como objectivo a conservação das aves brasileiras. A organização faz parte da aliança global denominada BirdLife International com a qual partilha as prioridades, políticas e programas de conservação, trocando informações, conhecimentos e experiências, para implementar os objetivos globais da aliança no âmbito nacional, adequando-os às necessidades do cenário brasileiro.